# 莉·泰勒-扬
莉·泰勒-扬（英語：Leigh Taylor-Young，1945年1月25日—），女，美国演员。曾获得黄金时段艾美奖戏剧类电视系列剧最佳女配角。